# Casa Ebenezer Maxwell
La Casa Ebenezer Maxwell, operada hoy como la Mansión Ebenezer Maxwell, es una casa histórica de estilo victoriano ubicada en el vecindario de West Germantown en Filadelfia, Pensilvania (Estados Unidos).
La casa fue construida en 1859 por Ebenezer Maxwell, un rico comerciante de telas, por 10 000 dólares. El edificio de mampostería es de dos pisos y medio, con una torre de tres pisos. La cubierta principal es abuhardillada, con cubierta de pizarra. La casa cuenta con tres porches y cuatro chimeneas de piedra. La arquitectura original se ha atribuido de diversas formas a Joseph C. Hoxie y Samuel Sloan. En 1965, la casa fue restaurada por la Sociedad Histórica de Germantown. En 1970, se eliminó un porche y, entre 1979 y 1980, se trasladó una acera de hierro fundido de 1907 N. 7th St. y se instaló en el porche trasero de la casa.
La casa se agregó al Registro Nacional de Lugares Históricos en 1971; es una propiedad que contribuye al distrito histórico de la estación de Tulpehocken.

## Casa museo
La casa ha sido renovada a la apariencia victoriana y hoy funciona, junto con sus jardines, como una casa museo.

## Galería

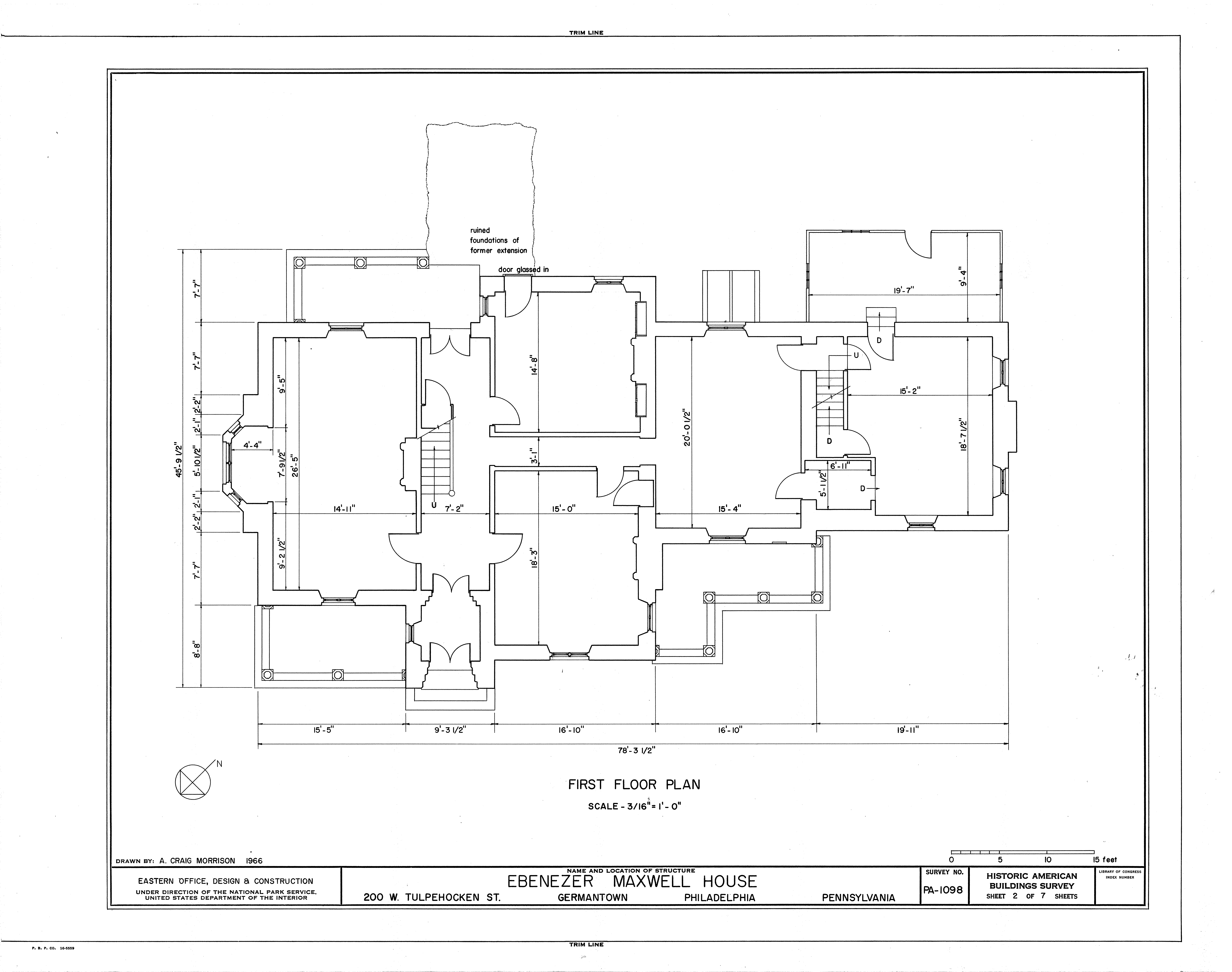
Planta del primer piso
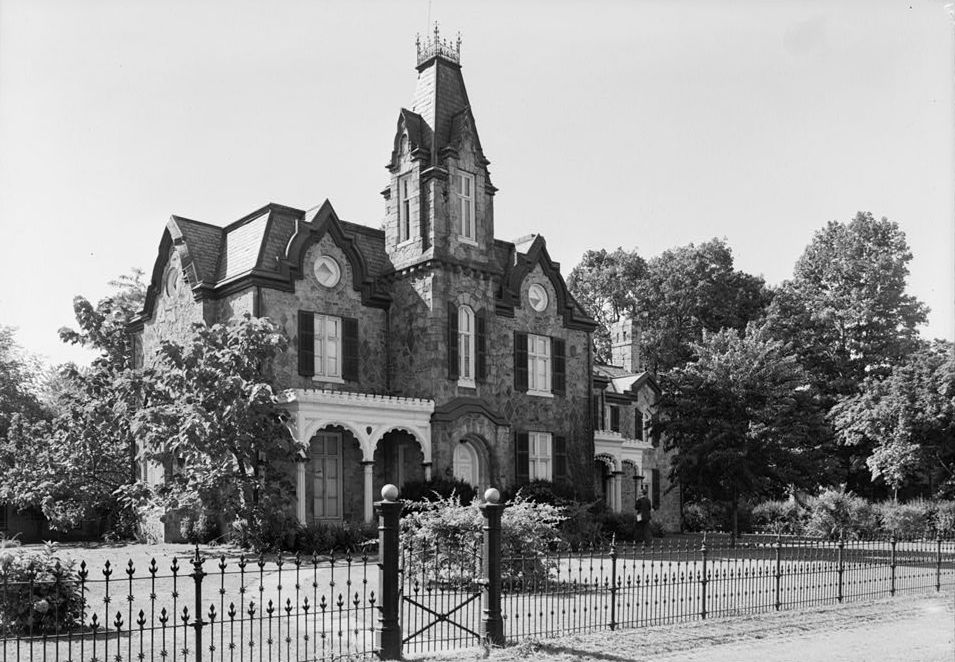
La mansión en 1964